# Гонсалес (муниципалитет)
Гонсалес (исп. González) — муниципалитет в Мексике, штат Тамаулипас с административным центром в одноимённом городе. Численность населения, по данным переписи 2010 года, составила 43 435 человек.

## Общие сведения
Название González дано в честь генерала Мануэля Гонсалеса Альдамы.
Площадь муниципалитета равна 3243 км², что составляет 4,04 % от общей площади штата, а наивысшая точка — 800 метров, расположена в поселении Ла-Торресилья.
Гонсалес граничит с другими муниципалитетами штата Тамаулипас: на севере с Льерой и Касасом, на востоке с Альдамой и Альтамирой, на западе с Эль-Манте и Хикотенкатлем, а также на юге граничит с другим штатом Мексики — Веракрусом.

## Учреждение и состав
Муниципалитет был образован в 1928 году, в его состав входит 334 населённых пункта, самые крупные из которых:
| Код INEGI | Населённый пункт                                                                        | Численность населения (2005 год) | Численность населения (2010 год) |
| --------- | --------------------------------------------------------------------------------------- | -------------------------------- | -------------------------------- |
| 012       | Всего                                                                                   | 40946                            | 43435                            |
| 0170      | Эстасьон-Мануэль (исп. Estación Manuel (Úrsulo Galván)) 22°43′40″ с. ш. 98°19′11″ з. д. | 11468                            | 12077                            |
| 0001      | Гонсалес (исп. González) 22°49′41″ с. ш. 98°25′50″ з. д.                                | 10683                            | 11212                            |
| 0061      | Грасиано-Санчес (исп. Graciano Sánchez) 22°39′16″ с. ш. 98°33′20″ з. д.                 | 4169                             | 4426                             |
| 0393      | Лопес-Район (исп. López Rayón) 22°30′03″ с. ш. 98°27′37″ з. д.                          | 1483                             | 1695                             |
| 1017      | Франсиско-Мадеро-2 (исп. Francisco I. Madero Dos) 22°37′45″ с. ш. 98°38′20″ з. д.       | 1223                             | 1478                             |
| 0128      | Сан-Антонио-Район (исп. San Antonio Rayón) 22°25′00″ с. ш. 98°25′03″ з. д.              | 1243                             | 1425                             |
| 0083      | Махискацин (исп. Magiscatzin) 22°48′01″ с. ш. 98°42′02″ з. д.                           | 996                              | 995                              |
| 0148      | Санта-Фе (исп. Santa Fe) 22°47′11″ с. ш. 98°26′01″ з. д.                                | 728                              | 945                              |
| 0060      | Гонсалес-II (исп. González) 22°47′54″ с. ш. 98°24′16″ з. д.                             | 726                              | 763                              |

## Экономика
По статистическим данным 2000 года, работоспособное население занято по секторам экономики в следующих пропорциях: сельское хозяйство, скотоводство и рыбная ловля — 43,6 %, промышленность и строительство — 17,7 %, сфера обслуживания и туризма — 36,2 %, прочее — 2,5 %.

## Инфраструктура
По статистическим данным 2010 года, инфраструктура развита следующим образом:
- электрификация: 96,3 %;
- водоснабжение: 94,5 %;
- водоотведение: 56 %.

## Фотографии

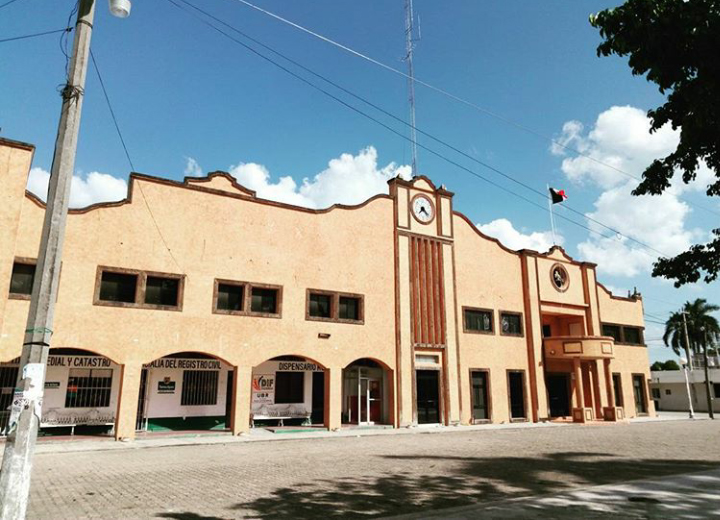
Здание администрации
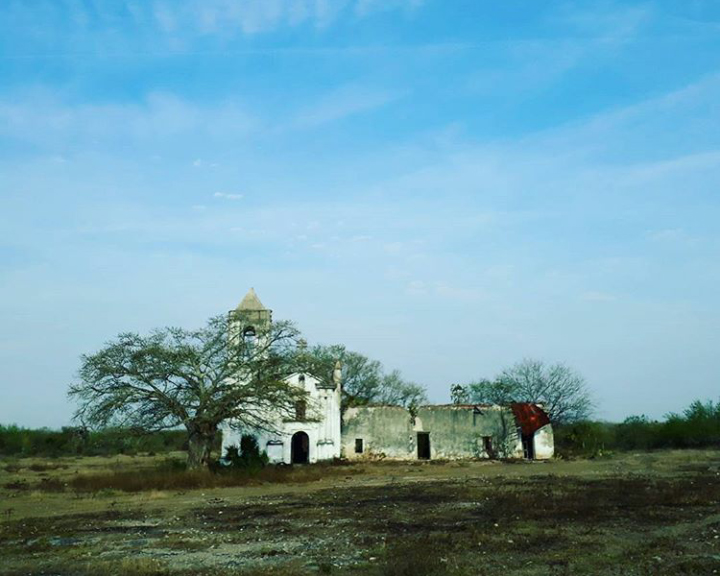
Заброшенная церковь